# Stapelmoor
Stapelmoor ist ein altes Dorf an der Ems im ostfriesischen Rheiderland und gehört zur Stadt Weener. Am 31. Dezember 2017 lebten 1082 Menschen in Stapelmoor, das gemeinsam mit Stapelmoorerheide eine Ortschaft der Stadt Weener bildet. Ortsvorsteher ist seit 2006 Bernhard Siemons.

## Geschichte
Stapelmoor ist eine der ältesten Ortschaften Ostfrieslands, deren Ursprünge schon in vorchristlicher Zeit vermutet werden. Im Jahr 1428 wird das Gemeinde-Kirchspiel erstmals erwähnt. Am 1. Januar 1973 wurde Stapelmoor in die Stadt Weener eingegliedert.

## Klima
Stapelmoor liegt wie ganz Mitteleuropa in der Westwindzone. Daher ist das Wetter oft wechselhaft mit relativ milden Wintern und mäßig warmen Sommern. Das Wetter ist aufgrund der Nähe zum Dollart (zehn Kilometer) und zur Nordsee (vierzig Kilometer) leicht maritim geprägt.

## Bauwerke

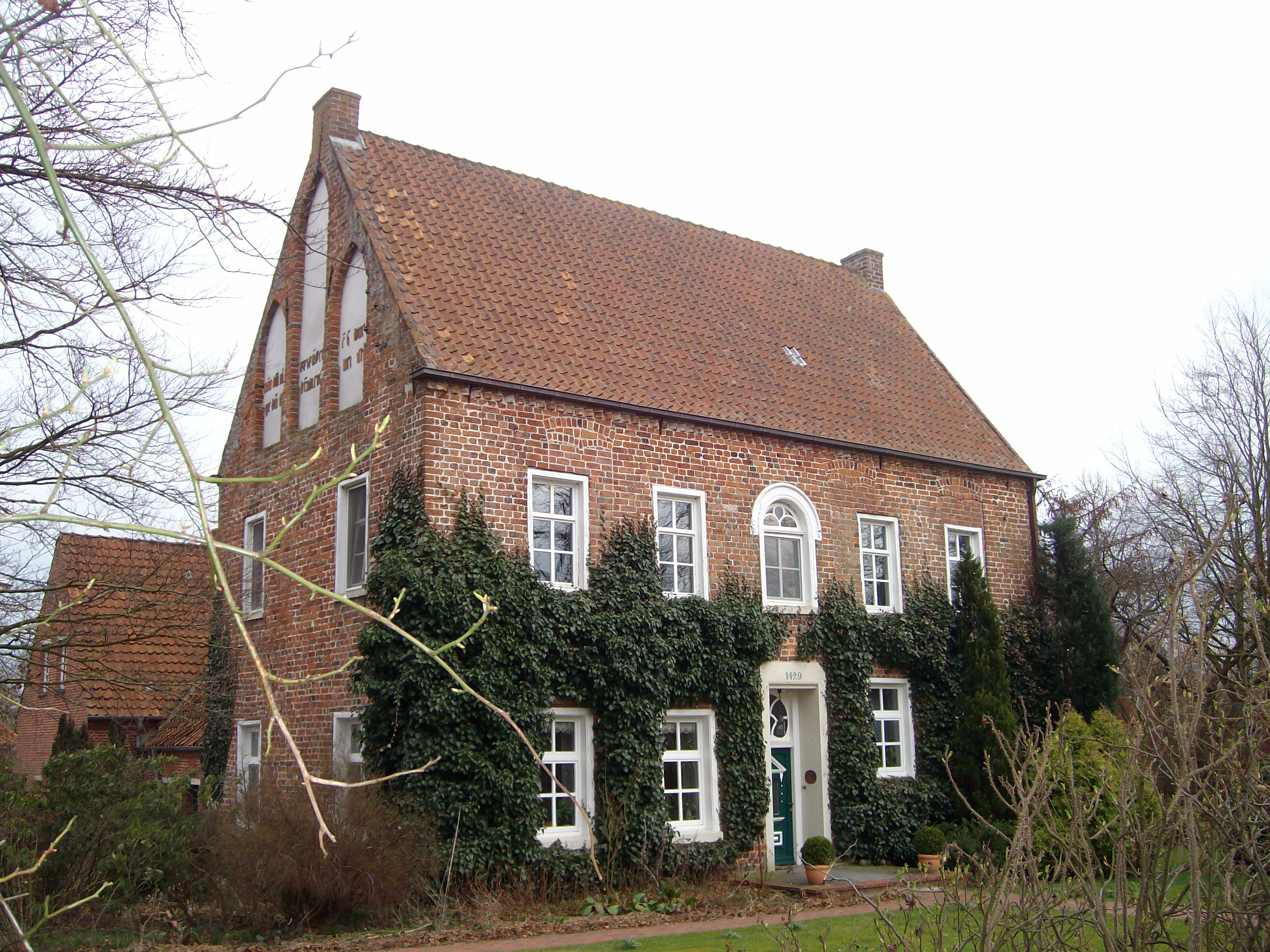
Pastorat in Stapelmoor

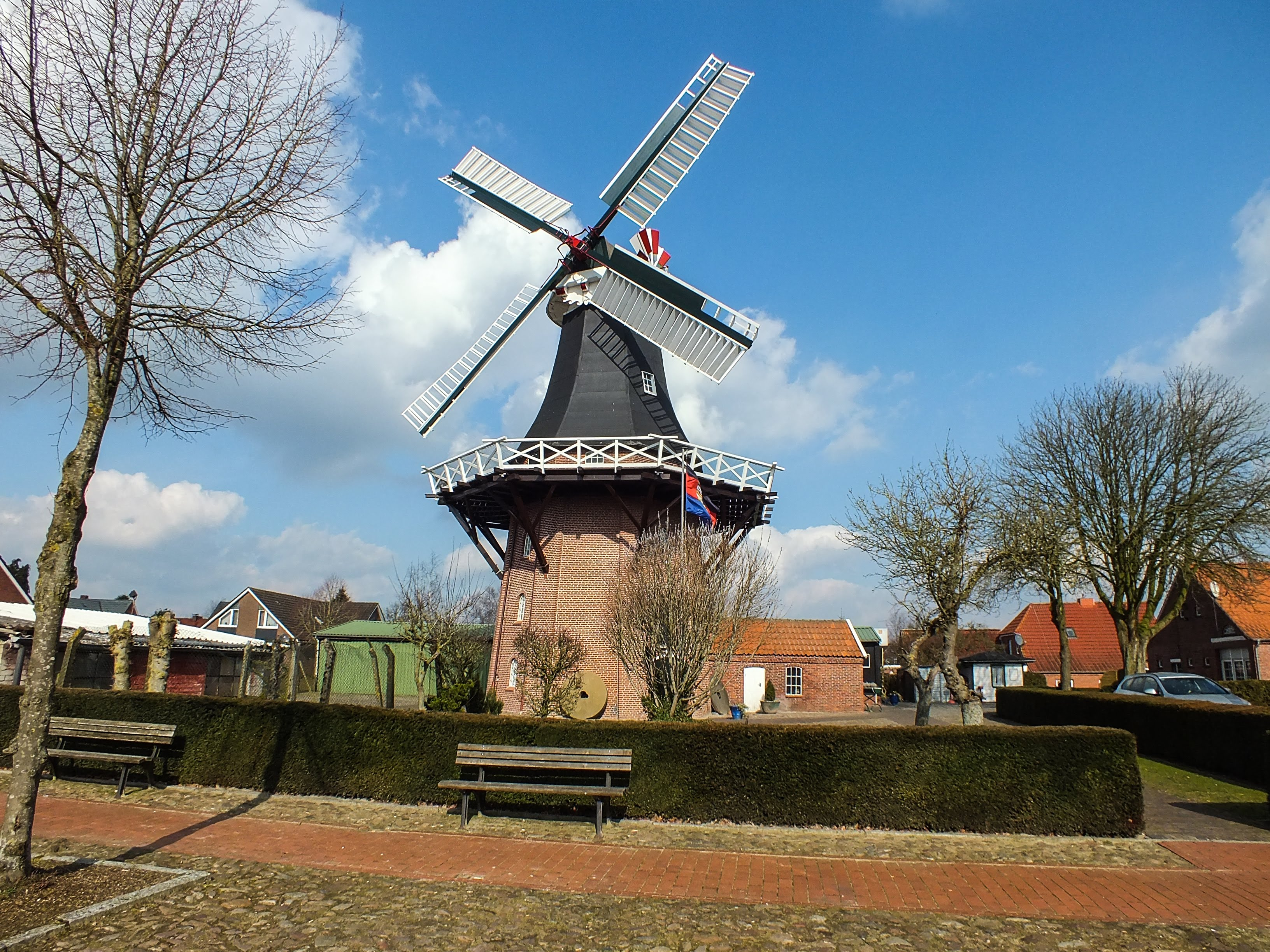
Mühle in Stapelmoor

Laut einer Sage haben in dem 1424 erstmals erwähnten Stapelmoor früher sieben Steinhäuser gegeben. Der Grund für diese Konzentration von befestigten Häusern liegt in der Lage des Ortes unmittelbar an der Grenze zum Bistum Münster. Zudem verlief durch Stapelmoor auch ein bedeutender Handelsweg zwischen Münster und Emden, so dass der Ort eine wichtige Rolle in der ostfriesischen Grenzverteidigung gegen die Einfälle der Bischöfe von Münster spielte. Die führenden örtlichen Familien, die allesamt keinen Häuptlingsrang besaßen, beteiligten sich durch die Errichtung der Steinhäuser daran. Damit stellt Stapelmoor möglicherweise ein Vorläufer der nur wenige Kilometer entfernten, neuzeitlichen Dieler Schanze dar. Das Steinhaus an der Großen Stiege, die Spenningaburg, die Sprikkenborg und das Steinhaus an der Gasthuslohne sind heute abgegangen. Es existiert nur noch das Steinhaus Drakemond in der Kleinen Stiege. Ab 1463 waren die Eigentümer dieses Steinhauses identisch mit denen des Steinhaus Bunderhee. Buwo von Aylingweer vererbte 1475 seinen Besitz, zu dem auch Drakemond gehörte, seinen drei Töchtern gemeinsam. Teile der Burg gehörten fortan unterschiedlichen Häuptlingsfamilien. Ab 1726 war der Besitz über das Haus bei der Familie von Heteren wieder vereinigt. 1834 verkaufte diese es an die heutigen Besitzer.

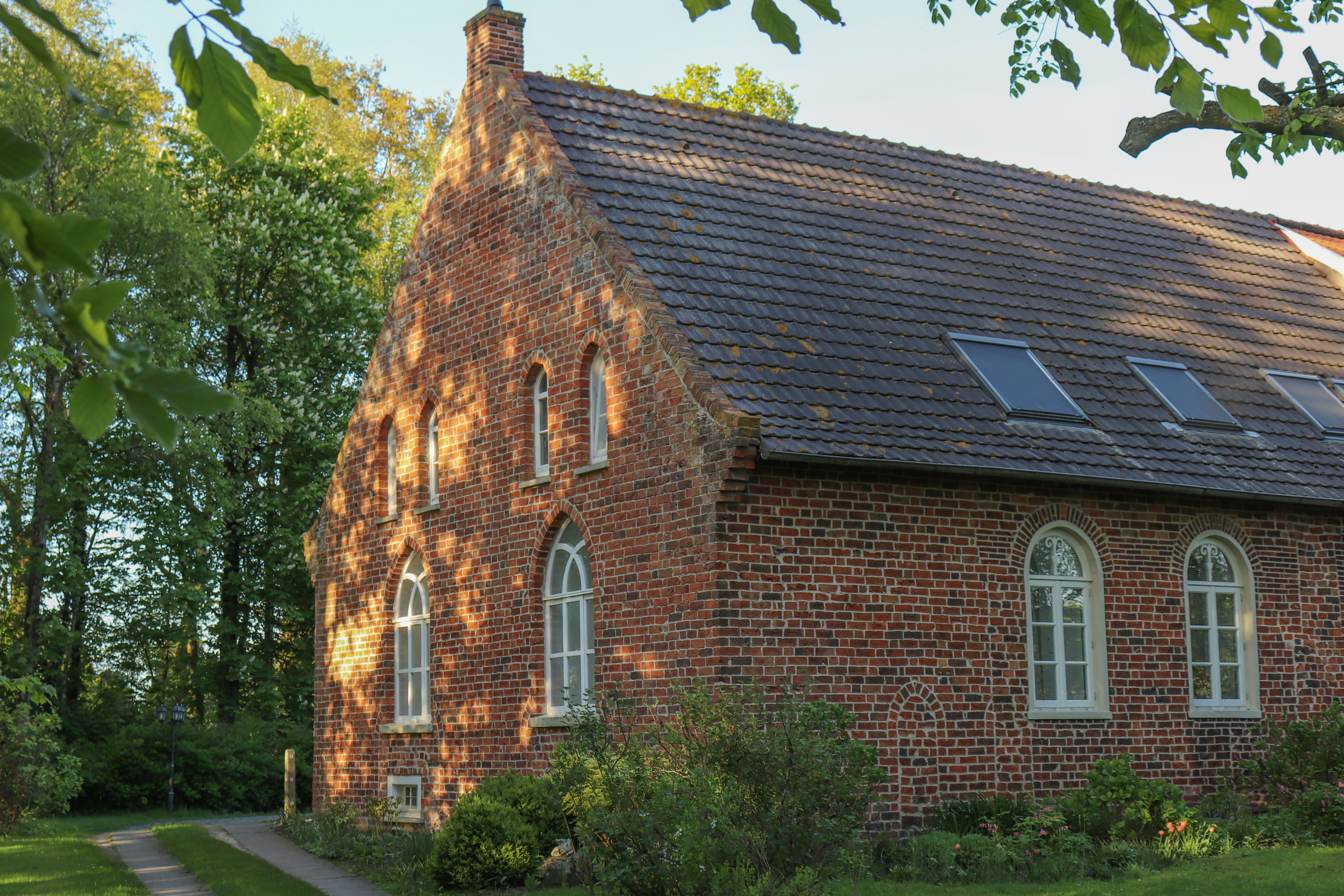
Das Steinhaus Drakemond

Die Kreuzkirche in Stapelmoor stammt aus dem dritten Viertel des 13. Jahrhunderts. Ihr ungewöhnlicher Grundriss in Form eines Andreaskreuzes weist keine rechten Winkel auf. Im Innern der Kirche sind große Teile der mittelalterlichen Ausmalungen erhalten. Der Taufstein aus Bentheimer Sandstein stammt aus dem frühen 13. Jahrhundert, die Kanzel entstand etwa um 1600. Die Orgel wurde 1994 im historischen Gehäuse von Bartelt Immer, Reinalt Johannes Klein und Claude Jaccard im klassisch-französischen Stil gebaut. Sie verfügt über 23 Register auf drei Manualen und Pedal. Vorbild war die berühmte Clicquot-Orgel in Houdan (1734).
Das Pastorat wurde laut Giebelinschrift 1429 erbaut. Es ist eines der ältesten noch bewohnten Pfarrhäuser in Deutschland.
Die Mühle in Stapelmoor – ein Galerieholländer aus dem Jahr 1909 – ist voll funktionsfähig. Von einer aus dem Umkreis abgerissenen Mühle wurden die Flügel und eine Hebevorrichtung zum Auswechseln der Mühlsteine übernommen. Die Mühle wird jährlich von schätzungsweise 5000 Personen besucht.

## Veranstaltungen
- Eine regelmäßige Veranstaltung in Stapelmoor ist Free for All (frei für alle), ein bis 2017[10] kostenloses Rockfestival im Stapelmoorer Park. Der Name ist auf eine Serie auf MTV zurückzuführen.
- Ende August findet immer das Dorf- und Zeltfest auf der Festwiese im Stapelmoorer Park statt.
- Die Satiresendung Extra 3 des NDR hat die in Stapelmoor spielende Rubrik Dat geiht voor in Stapelmoor, in der drei Ostfriesen aus Stapelmoor über Gott und die Welt reden.
- Im jährlichen Wechsel finden im Sommer die „Französische Orgelwoche Stapelmoor“ mit Festkonzert und Orgelkurs oder das „Konzert zum Tee“ in Kirche und Pfarrgarten statt.
- Zwischen Weihnachten und Neujahr wird zum traditionellen Noëlkonzert in der Stapelmoorer Kirche eingeladen.